# BEND5
BEND5 (англ. BEN domain containing 5) – білок, який кодується однойменним геном, розташованим у людей на 1-й хромосомі. Довжина поліпептидного ланцюга білка становить 421 амінокислот, а молекулярна маса — 48 182.
| 10         |  | 20         |  | 30         |  | 40         |  | 50         |
| ---------- |  | ---------- |  | ---------- |  | ---------- |  | ---------- |
| MYAFVRFLED |  | NVCYALPVSC |  | VRDFSPRSRL |  | DFDNQKVYAV |  | YRGPEELGAG |
| PESPPRAPRD |  | WGALLLHKAQ |  | ILALAEDKSD |  | LENSVMQKKI |  | KIPKLSLNHV |
| EEDGEVKDYG |  | EEDLQLRHIK |  | RPEGRKPSEV |  | AHKSIEAVVA |  | RLEKQNGLSL |
| GHSTCPEEVF |  | VEASPGTEDM |  | DSLEDAVVPR |  | ALYEELLRNY |  | QQQQEEMRHL |
| QQELERTRRQ |  | LVQQAKKLKE |  | YGALVSEMKE |  | LRDLNRRLQD |  | VLLLRLGSGP |
| AIDLEKVKSE |  | CLEPEPELRS |  | TFSEEANTSS |  | YYPAPAPVMD |  | KYILDNGKVH |
| LGSGIWVDEE |  | KWHQLQVTQG |  | DSKYTKNLAV |  | MIWGTDVLKN |  | RSVTGVATKK |
| KKDAVPKPPL |  | SPHKLSIVRE |  | CLYDRIAQET |  | VDETEIAQRL |  | SKVNKYICEK |
| IMDINKSCKN |  | EERREAKYNL |  | Q          |  |            |  |            |

A: Аланін

C: Цистеїн

D: Аспарагінова кислота

E: Глутамінова кислота

F: Фенілаланін

G: Гліцин

H: Гістидин

I: Ізолейцин

K: Лізин

L: Лейцин

M: Метіонін

N: Аспарагін

P: Пролін

Q: Глутамін

R: Аргінін

S: Серин

T: Треонін

V: Валін

W: Триптофан

Кодований геном білок за функцією належить до репресорів. 
Задіяний у таких біологічних процесах, як транскрипція, регуляція транскрипції, ацетилювання, альтернативний сплайсинг. 
Білок має сайт для зв'язування з ДНК. 